# José Morán
José Joaquín Francisco Jerónimo Morán y del Villar-Cossío (San Juan del Río, Querétaro, 3 de septiembre de 1774-26 de diciembre de 1841), conocido como José Morán fue un militar y político mexicano. Durante la Nueva España tuvo el título de marqués de Vivanco.[cita requerida] Al estallar la Independencia de México luchó en el Ejército Realista y se unió al Plan de Iguala tras su proclamación. En los años de vida independiente se desempeñó como gobernador del Distrito Federal y como secretario de Guerra y Marina.

## Biografía
Fue bautizado con los nombres de José Joaquín Francisco Jerónimo Morán y del Villar-Cossío. Sus padres fueron Francisco Morán y Contro y María Manuela del Villar-Cossío y Herrera. En 1789, se incorporó como cadete en el cuerpo de Dragones de la Nueva España. Seis años más tarde fue ascendido a alférez y maestro de cadetes. Fue asignado a los cantones de Xalapa y Orizaba. Durante la guerra de la Independencia de México defendió a la corona española; para 1815 había obtenido el rango de coronel del Regimiento de Dragones de México.
En 1818 casó con Doña María Loreto Ana Josefa Vivanco y Vicario, tercera marquesa de Vivanco, hija póstuma (y única) de Don Antonio Guadalupe Luciano Vivanco y Velázquez, segundo marqués de Vivanco, quien falleció a los 22 años de edad, y de su mujer, Doña María Luisa Martín-Vicario y Elías. Doña María Loreto sucedió desde su nacimiento al título de su padre, y a partir de su matrimonio, Don José Morán se convirtió en marqués consorte de Vivanco, título que caería en desuso tras la emancipación del Imperio Mexicano. 
En 1821 se adhirió al Plan de Iguala y al Ejército Trigarante. Ese mismo año, Agustín de Iturbide lo nombró inspector general de caballería. En 1822 fue nombrado mariscal de campo y se le otorgó la Cruz de Guadalupe. Fue capitán general y de mando superior político en Puebla. Se unió al Plan de Casa Mata proclamado por Antonio López de Santa Anna.
Una vez derrocado el Primer Imperio Mexicano, fue nombrado general de división y comandante general de México. Durante su gestión, estableció un Colegio Militar en la Fortaleza de San Carlos de Perote y redujo el ejército a 12 batallones de infantería y 13 regimientos de caballería. En 1827, a consecuencia de la emisión de la Ley de Empleos del 10 de mayo, fue destituido de su cargo. Viajó con su familia a Europa y regresó en 1830, dejando sus hijos en Inglaterra en el colegio jesuita de Stonyhurst. En 1833, se exilió del país al decretarse la Ley del Caso, no obstante, al iniciar la guerra de Texas el gobierno lo llamó para integrarse al ejército. En 1837, fue presidente de Consejo. En 1838, durante la Guerra de los Pasteles fue designado ministro de Guerra y Marina. Murió el 26 de diciembre de 1841.